# ヒッポドラコ

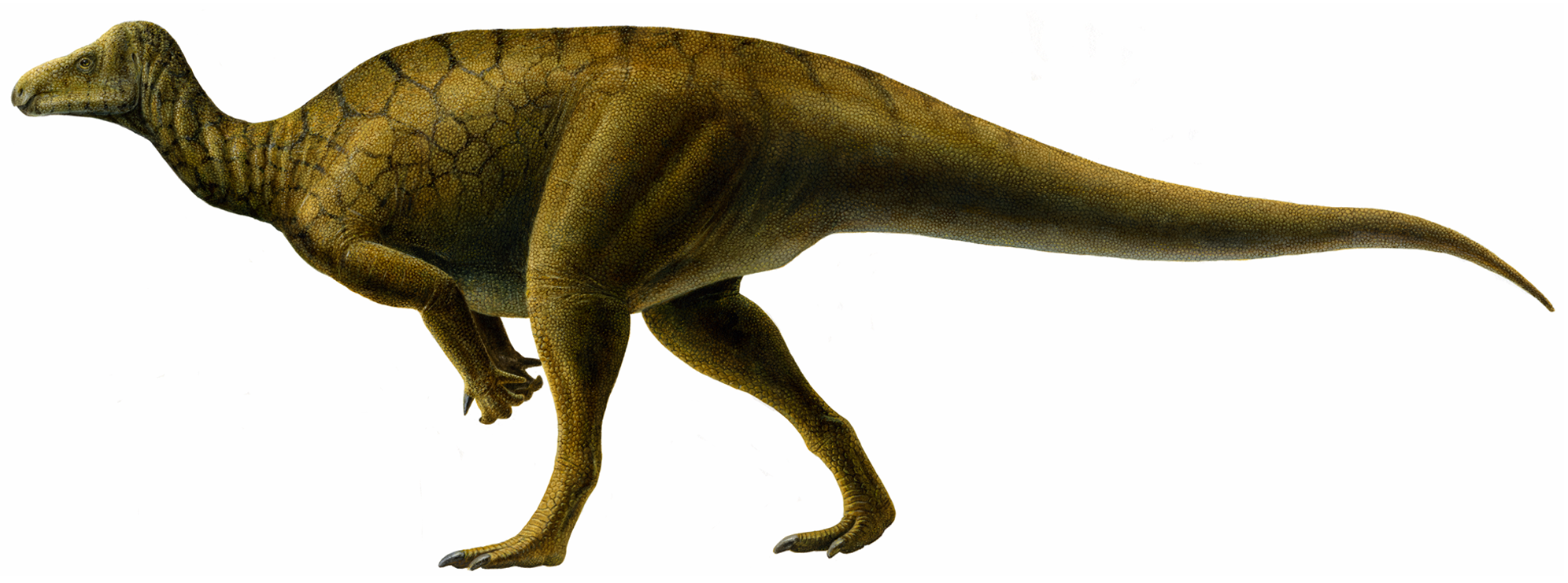
生体復元図

ヒッポドラコ Hippodraco (「ウマ」(hippos 古代ギリシャ語)とドラゴン(draco ラテン語)の組み合わせ)は、イグアノドン類恐竜の属の一つ。約1億2400万年前、白亜紀前期バーレム期後期～アプト期初期の現在のアメリカ合衆国ユタ州に生息していた。模式標本 UMNH VP 20208, はほぼ完全な頭骨と部分的な体骨格からなる1個体分の骨格で構成される。この標本は、シーダーマウンテン累層イエローキャット部層から発掘された。ヒッポドラコは、イグアナコロッススと共に、アンドリュー・マクドナルド、ジェームズ・カークランドらによって2010年に記載された。模式種はヒッポドラコ・スクトデンス Hippodraco scutodens である。